# Собрадиньо (Баия)
Вижте пояснителната страница за други значения на Собрадиньо.
Собрадиньо (на португалски: Sobradinho) е град и община в Източна Бразилия, щат Баия, мезорегион Вали Сао-Франсискано да Баия, микрорегион Жуазейро. Според Бразилския институт по география и статистика през 2010 г. общината има 21 988 жители.